# Dewan Negara
Pour les autres articles nationaux ou selon les autres juridictions, voir Sénat.
15e législature
Bâtiment du Parlement (en)
Le Dewan Negara (litt. « Conseil d'État ») — aussi appelé le Sénat — est la chambre haute du Parlement de Malaisie. Il partage le pouvoir avec avec le Dewan Rakyat, la chambre basse, et les assemblées législatives des États fédérés. Composé de 70 membres, il siège Kuala Lumpur, capitale du pays.

## Composition
Le Sénat se compose de soixante-neuf membres : vingt-six sénateurs élus, à raison de deux sénateurs pour chaque État de la Fédération, quatre sénateurs nommés par le roi de Malaisie, dont deux pour représenter le territoire fédéral de Kuala Lumpur et un pour représenter respectivement le territoire fédéral de Labuan et de Putrajaya, ainsi que quarante autres sénateurs nommés par le roi sans fonction de représentation territoriale.
La durée du mandat est de trois ans, renouvelable deux fois, consécutifs ou non. Les élections et les nominations se déroulent au fur et à mesure que les sièges deviennent vacants.
Pour être éligible à la fonction de sénateur, un candidat doit être un citoyen malais de plus de 30 ans et résider dans le pays. Sont incompatibles à la fonction, l'allégeance à un État étranger, les peines de prison d'un an ou plus, les amendes d'au moins 2 000 ringgits, ainsi qu'un emploi rémunéré à plein temps dans le service public.

### Nomination
Les sénateurs nommés par le roi doivent soit avoir rendu des services éminents, s'être distingués dans le commerce, l'industrie, l'agriculture, les activités culturelles ou sociales, soit être représentatifs des minorités raciales ou compétents pour représenter les intérêts des Orang Asli, les autochtones de la Malaisie péninsulaire et de Bornéo.

### Élection
Deux sénateurs pour chacune des treize provinces sont désignés au scrutin indirect par les assemblées législatives provinciales. Les candidats doivent être présentés et appuyés par deux membres de l'assemblée. La désignation se fait au scrutin majoritaire plurinominal.
Par une simple loi, le Parlement peut augmenter jusqu'à trois le nombre de sénateurs éligibles dans chaque province, instaurer un mode de scrutin direct, et réduire le nombre des sénateurs nommés ou supprimer les sièges de sénateur nommés.

## Présidence
- Président : Wan Junaidi Tuanku Jaafar (en)
- Secrétaire général : Muhd Sujairi Abdullah